# 제3차 고구려-당 전쟁
665년 연개소문이 죽고 그의 맏아들 연남생이 부친을 대신하여 막리지가 되었다. 연남생은 아버지 연개소문의 대를 이어 대권을 장악한 뒤, 지방의 여러 성을 순시하였다. 이 틈을 타 동생 연남산(男産)과 연남건(男建)이 정변을 일으켜 수도를 장악하였다. 이후 아들 연헌충(獻忠)을 죽이고 왕명을 빌려 소환하자, 연남생은 국내성(國內城)으로 달아났다. 그 곳 세력을 규합해 고구려 중앙정부에 대한 반격에 나섰다. 먼저 오골성(烏骨城)을 치는 한편 당나라에 대형(大兄)불덕(弗德)을 보내 구원을 요청하려 하였으나 요동을 통과하지 못하였다. 고구려 평양 중앙정부의 압력이 가해지자, 연남생은 남으로 내려가 고구려 수도 평양을 치는 대신 서북 요동방면으로 진로를 바꾸었다. 연남생은 또다시 대형 염유(冉有)를 다시 당나라에 보내 구원을 청하였으나 회답이 없자, 이번에는 아들 연헌성(獻誠)을 당나라에 보내어 거듭 구원을 청하였다.
666년 6월, 마침내 당 고종이 좌효위 대장군 계필하력으로 하여금 군사를 거느리고 나가 연남생을 맞이하게 하였다. 연남생은 이에 고질, 고현,책성도독 이타인, 고족유 등 국내성의 귀족들 및 부하들을 데리고 탈출하여 당 나라로 도주하였다. 666년 6월 7일, 우효위대장군 계필하력(契苾何力)을 요동도안무대사로 임명하여 병사를 이끌고 연남생을 지원한다. 연헌성을 우무위장군으로 임명하여 길안내를 맡게 한다.
한편 고구려에서는 666년 8월, 보장왕이 연남건을 대막리지로 삼아 내외의 군사에 대한 직무를 겸직하도록 하였다. 666년 12월, 고구려가 형제간 내부 권력투쟁이 발생하는 동안 연개소문의 동생이자, 연남생, 연남건 형제의 숙부인 고구려의 대신 연정토가 고구려 남쪽의 12성, 7백 63호, 3543명을 데리고 신라에 투항 해 버렸다. 북쪽에서는 연남생이 당에게, 남쪽에서는 연정토가 신라에게 각각 투항하여 고구려 심각한 내부 분열로 위기를 맞게 된다.
666년 12월, 마침내 당고종은 이세적(李績)을 요동도행군대총관으로 임명하고, 사례소상백 학처준(?處俊)을 부대총관으로 임명한다. 계필하력, 방동선도 부대총관 겸 안무대사가 된다. 수륙제군총관과 운량사인 두의적(竇義積), 독고경운(獨孤卿雲), 곽대봉(郭待封)등은 이세적의 지휘를 받아서 함께 고구려를 공격한다. 당나라는 하북의 모든 세금을 끌어모아 고구려 침공에 모든 것을 쏟아 붓는다.

### 개전 초기: 신성 전투
중국측의 사서에도 3차 고구려-당 전쟁의 초기 전투 부분은 기록이 없다. 하지만 당고종이 고구려 출병을 위한 인사발령을 한 시기가 666년 12월로 보아 적어도 다음 해 667년 봄에는 요하를 건넜으리라고 추측 된다. 하지만 이후에 고구려의 북서쪽 변경 요충지 신성이 함락되는 시점은 667년 9월이므로 거의 6개월 이상 이세적의 당나라군대는 신성 전선에서 고구려의 저항을 뚫지 못하고 대치했을 것으로 추측된다.
667년 9월 14일, 오랫동안 외적으로부터 철옹성이었던 고구려 최고의 요새 신성이 마침내 함락된다. 이세적은 마침내 고구려의 군사요지 신성(新城, 지금의 요동성 무순의 북쪽에 있는 고이산성)을 차지하게 되었고, 계필하력에게 성을 지키게 하였다. 이세적이 처음에 요하를 건너올 때 모든 장수들에게 말했다. “신성은 고구려 서쪽 변경의 요충지이기 때문에 이곳을 먼저 얻지 않으면 다른 성을 쉽게 빼앗을 수 없다.”
과거 모용씨부터 수나라, 당나라에 이르기까지 수백 차례의 공격에도 함락되지 않았던 신성은 이번에도 당군의 침공에 역시 오랫동안 강력히 저항하였다. 하지만 적은 내부에 있었다. 신성은 내부의 분열로 함락되었다. 신성 사람 사부구 등이 끝까지 용맹하게 항전하던 신성 성주를 결박하여 성문을 열고 나와 항복하였다. 이세적이 군사를 이끌고 계속 진격하자 16개 성이 모두 항복하였다.
신성은 전략적으로 아주 중요한 곳이었다. 그러나, 이세적은 금방 얻은 신성의 방어에 소홀하였다. 고구려의 요충지였던 신성의 수복을 위해 대막리지 연남건이 신속하게 군대를 보내어 곧바로 반격을 개시하였고 신성의 당군을 야습하였다. 하지만 신성의 방동선과 고간의 당군이 위기에 처했을 때 설인귀가 병사를 이끌고 미친듯이 달려갔다. 그리하여 열세에 있던 당나라군은 졸지에 우세로 바뀌어 반격하였고, 가까스로 신성의 당군을 위기에서 구해냈다.

### 금산 전투
신성을 함락시키고 집결한 당의 대군은 667년 10월, 당나라 방동선과 고간을 선봉으로 동남쪽으로 진공을 시작한다. 이에 맞서 고구려 또한 대막리지 연남건은 요충지였던 신성을 회복하기 위해 고구려의 주력이자 정예부대 20만 대군을 모두 소집하여 당의 군대를 요격하려 보냈다.
마침내 고구려의 20만 대군은 동남쪽으로 진공하던 방동선과 고간의 당나라 선봉 부대를 금산에서 만나게 되었고 곧이어 치열한 격전이 벌어진다. 방동선과 고간의 당나라 군대는 갑작스러운 고구려 대군에게 밀려 크게 대패하고 도망치고 이에 승기를 잡고 고구려군이 계속하여 추격하였다. 하지만, 또 다시 설인귀의 군대가 신속하게 구원하여 나타나 측면에서 갑작스러운 반격에 나섰고, 이에 고구려군은 혼란에 빠져 크게 패하여 5만명을 잃고 무너져 후퇴하였다.
고구려의 주력 대군에 반격을 가하여 후퇴시킨 설인귀, 방동선, 고간의 당나라군은 이제 승리를 틈타 남소(/南蘇, 지금의 요동 무순 동쪽 소자하와 혼하가 만나는 곳), 목저(木底, 요녕 신빈 서목기진), 창암(蒼巖, 국내성 서쪽)의 3성을 신속히 점령하고, 고구려를 떠나 당에 투항했던 연남생의 고구려 군대와 마침내 회합하게 된다. 이제 당의 군대는 당에 투항한 연남생의 고구려군과 연합되어 금산에서 대치하고 있는 고구려 대군과 다시 격돌하게 된다.
자세한 전투기록은 중국측 사서에도 나와 있지 않지만 당에 항복한 연남생의 고구려군을 포함하여 모두 집결한 이세적의 당나라 대군은 금산(金山)에서 고구려군과 건곤일척의 대 전투를 치렀으며 고구려군을 크게 패퇴시켰다. 치열한 전투가 끝난 후 당고종은 친필서신을 직접 써서 금산전투에서 공이 컸던 설인귀를 위무한다.
금산전투는 당나라 초기에 드물게 보는 대규모 전투였고, 당의 역사서에 나와 있는 당이 고구려와 싸운 4대 전투 중 전쟁의 향방을 가른 가장 중요한 전투였고, 과거 1차 고구려-당 전쟁 때의 주필산 전투와 같은 고구려와 당의 대군이 격돌한 대규모의 전투였다.
이로써 과거 수나라의 고구려 정벌, 당나라의 1차 침공 때와 같은 전통적인 중화 왕조의 동방 침입 루트에 대한 고구려의 천리장성 방어선은 아직 요동 남단의 안시성, 건안성들이 건재하였지만 요충지 신성과 그 후방의 주변 남소, 목저, 창암성들이 함락되었고 방어선 실질적으로 고구려의 주요 방위선이었던 천리장성 방어선은 붕괴되었다.
무엇보다도 과거 645년 1차 고구려-당 전쟁 때는 개모,요동,백암 등 요동의 주요 성들이 함락 되었지만 고구려 주력부대는 보존되어 안시성 근처 주필산에서 당나라의 군대와 대치하고 있었고, 661년 2차 고구려-당 전쟁 때는 비록 압록강 유역에서 연남생이 이끄는 고구려 군대가 궤멸하고 수도 평양성이 포위되었지만 역시 고구려의 주력부대는 요동에 존재하고 있어 당나라 군대의 작전 행동에 제약이 있을 수 밖에 없었다. 하지만 3차 고구려-당 전쟁에서는 요충지 신성의 함락과 연남생이 이끄는 투항세력에 이어 금산전투를 통하여 기본적으로 고구려군의 주력 정예부대는 소멸되어 버렸고 이후 전쟁의 전개는 당과 고구려의 군사적 균형이 무너져 고구려의 일방적인 열세로 돌아서게 된다.

### 부여성 전투
신성과 주변 16성을 함락시키고 금산전투에서 고구려 주력 대군과 격전을 치루어 소멸시켰지만 여기서 당군은 과거 1차 고당전쟁 때처럼 바로 남하하지 않고 오히려 방향을 바꾸어 북쪽으로 진군할 계획을 세운다. 북쪽의 고구려 후방지역을 급습하여 후방을 안전히 하고 남하하려 하였다.
667년 11월 하순, 당군의 설인귀는 2000명의 현갑기(당나라의 정예병)병을 데리고, 전진하여 부여성으로 향한다. 부하 장수들은 극력 반대했다. 병력이 너무 적다는 이유에서이다. 그러나 설인귀는 “병사는 많아야 하는 게 아니라, 어떻게 써야하는 것이 중요하다”라며 병사를 데리고 신속히 이동했다.
한편 고구려의 부여성에서는 10만에 가까운 고구려 군대를 신성으로 다시 보내어 잃어버린 전쟁의 주도권을 되찾아 오고자 했다. 하지만 고구려군은 당나라군이 이렇게 빨리 도착할 줄은 몰랐다. 겨울인데다 동북이어 하얀 눈이 내린 곳에서 갑자기 설인귀의 2000명 현갑기병은 모두 흰 옷을 입고 고구려군의 진영으로 뛰어 들어 기습하였다. 고구려군은 백색의 옷을 입은 당나라군이 예상치 못하게 갑자기 쳐들어 오자 크게 혼란에 빠졌고, 결국 2만여의 병사를 잃고, 나머지 7만여의 병사들은 부여성으로 되돌아가서 수비를 하게 된다. 2000명을 이끌고 전진한 설인귀는 668년 2월 20일 부여성을 기습하여 점령하였다. 이에 크게 놀란 부여천 안에 있는 부여성 주변 40여 성이 모두 항복하기를 요청하였다.
이렇게 북쪽의 부여성과 주변 40여성이 함락되어 고구려는 이제 북쪽지역의 예비 병력자원의 손실하게 되어 더더욱 전력의 열세를 초래하게 되었다. 아직 요동 남쪽지역의 안시성, 건안성 등의 요충지들은 함락되지 않고 저항하고 있었지만 한편 당나라는 과거 고구려-당 2차 전쟁 때와 같이 바다를 건너서 해상으로도 대부대를 보내어 대대적인 침공을 동시에 시행하고 있었다.

### 압록강 방어선 구축
2차 고구려-당 전쟁 때와 마찬가지로 당나라는 해상을 통해서도 대대적으로 침공한다. 특히 고구려의 요충지였던 압록강 하구와 수도 평양은  과거 당나라가 수 차례 해상을 통하여 침공을 했었다.
당나라는 곽대봉의 지휘하에 수군을 이끌고 바다를 통하여 평양으로 직공한다. 이세적은 별장 풍사본을 파견하여 곽대봉에게 군량과 병기를 공급케 하였는데, 풍사본의 배가 파괴되어 약속 기일을 놓쳤으므로 곽대봉의 진영에서 군사들이 굶주렸다.
이에 따라 그가 이세적에게 편지를 보내려다가, 만일의 경우 적에게 발견되어 내부의 허실이 알려질까 두려워 이합시를 지어서 이세적에게 보냈다. 이세적이 이를 보고 노하여 말하기를 “군사의 일이 바야흐로 위급한데 시가 도대체 무엇인가? 필히 목을 베겠다.”라고 하였다. 행군 관기 통사 사인 원만경이 그 시의 뜻을 해석하여 주었다. 이세적은 그 때서야 다시 군량과 병기를 곽대봉에게 보냈다. 원만경이 편지를 써서 말하기를 “압록강은 고구려의 요충지인데 고구려는 지킬 줄 모르는가?”라고 비웃었다.
하지만 이 서신을 보낸 사자가 고구려군에게 잡혔고 이를 보고 고구려 총사령관 대막리지 연남건은 회보하기를 “삼가 명령을 듣겠다”라고 하고, 즉시 고구려 군사를 옮겨 압록강 나루에 진을 쳤다. 이에 따라 당 나라 군사가 압록강을 건너오지 못하고 교착상태에 빠졌다. 이 곳의 전략적 중요성 때문에 지난 2차 고구려-당 전쟁 때도 대막라지 연개소문은 연남생에게 정예병을 주어 방어하고 있던 곳이다. 후에 당고종은 이 말을 듣고 경솔한 행동으로 이적행위를 한 원만경을 영남으로 유배하였다.
이로써 고구려는 1차 요하 방어선, 2차 천리장성 방어선(요동반도의 천산산맥을 중심으로 연결된 고구려 성의 방어선)이 모두 무너졌으나 최후의 보루 3차 압록강 방어선을 구축했다. 하지만 국내성 등 압록강 중류지역의 과거 연남생의 세력권이었 곳은 이미 당나라와 호응하고 있었기에 근본적으로 방어하기엔 이미 한계가 있었다.

### 당의 추가 파병
한편 당나라 시어사 가언충이 임무를 받들고 요동전선에서 당나라로 귀국하였다. 당고종은 “군대 내부 상황이 어떠한가?”라고 물었다. 그가 대답하였다. “반드시 승리할 것입니다. 이전에 선제께서 고구려에 죄를 물었을 때 뜻대로 되지 않은 것은, 적에게 빈틈이 없었기 때문입니다. 속담에 ‘군대에도 중매잡이가 없으면 중도에 돌아선다’는 말이 있습니다. 이제 남생이 형제끼리 싸워 우리의 향도가 됨으로써, 적의 내부 상황을 우리가 모두 알고 있으며, 또한 장수들은 충성스럽고 군사들은 힘을 다하고 있기 때문에 반드시 승리한다고 말씀드리는 것입니다. 그리고 고구려의 [비기]에는 ‘9백 년이 되기 전에 80대장이 있어 고구려를 멸망시킨다’라는 말이 있는데, 고씨가 한나라 때 나라를 세워 지금 9백 년이 되었고, 이적의 나이가 80입니다. 적들은 거듭 흉년이 들고, 백성들은 항상 수탈을 당하고 팔려갔으며, 지진으로 땅이 갈라지고, 이리와 여우가 성에 들어오고, 두더지가 문에 구멍을 뚫으며, 인심이 흉흉하니, 이번 원정이 마지막이 될 것입니다.”
668년 보장왕 27년 봄 정월, 이에 크게 고무된 당 고종은 이번이 고구려 정복을 위한 마지막 기회라 여기고 당나라의 남은 모든 국력을 쏟아 붓고자 우상 유인궤를 요동도부대총관으로 삼고, 학처준과 김인문 등으로 하여금 그를 보좌하게 하여 추가로 병력을 파병하였다.

### 안시성의 반격
추가로 파병된 유인궤가 이끄는 당나라 요동도부대는 압록강 전선에서 고착화되어 있는 이세적, 연남생 등의 당의 대군과 합류하려 빠르게 진군한다. 선봉부대 중 하나인 학처준의 부대는 안시성 부근에 도달하였다. 학처준의 당군이 안시성 부근에 진을 치고 아직 군사 대열을 짓지 못하였을 때, 안시성의 고구려 군사 3만 명이 용맹하게 공격하니 당나라 군사들이 크게 패하였다. 학처준은 의자에 앉아서 한참 마른 밥을 먹던 도중에, 고구려의 맹렬한 공격을 받자, 정예 군사를 선발하여 고구려 군사를 겨우 물리치고 후퇴하였다. 이후 유인궤, 학처준의 부대는 이세적의 부대에 다같이 합류하여 압록강을 도하한 것으로 보아 안시성 등 요동지역에서 격렬히 저항하는 고구려의 성들을 함락시키지 못하고 그대로 통과하여 압록강 전선에서 고구려군과 대치하던 이세적의 부대에 합류한 것으로 추정된다.
한편 668년 여름 4월, 혜성이 필성과 묘성 사이에 나타났다. 이 때 당나라에 있던 허경종이 “혜성이 동북방에 보이는 것은 고구려가 장차 멸망할 징조이다”라고 말하였다.

### 압록강 전선의 붕괴
한편 고구려 대막리지 연남건은 이번에는 부여성을 구원하기 위하여 또 다시 군사 5만 명을 부여성 방면 북쪽으로 보냈는데, 남하하는 이세적이 이끄는 당나라 대군과 설하수에서 조우하여 큰 격전이 벌어졌고 고구려군이 크게 패하여 사망자가 3만여 명이나 되었다.
과거 손자병법의 손자, 한니발, 나폴레옹, 롬멜 등 고대부터 중세, 근대에 이르기까지 명장들의 군대의 운용은 자신의 부대를 최대한 집중시킨 후 적의 부대를 분산시켜 왔다. 하물려 병력의 수적 열세의 상황에서도 적은 수의 부대를 집중하여 운영하여 많은 수의 적군을 개별 격파하였다. 하지만 안타깝게도 이 시점의 고구려군의 총사령관이었던 대막리지 연남건은 집중과 타격이라는 병법의 첫 번째 원칙과는 무관하게 지속적으로 군대를 곳곳에 분산하였고, 무엇보다 이미 주력부대의 궤멸로 병력이 부족한 상황임에도 적의 대부대를 막고자 곳곳으로 전력을 분산하는 악수를 두었고 결국 도처에서 패전하고, 이후에라도 반격을 할 수 있는 여력까지 모두 상실하는 결과를 가져오게 되었다.
이제 당나라 부대를 총지휘하는 이세적은 이 기세를 몰아 대행성으로 진격하였다. 이세적의 당군은 대행성에서도 고구려군을 물리치고 함락시켰고, 이제 다른 도로 출동하였던 모든 당나라군들이 모두 이세적의 부대에 합류하여 압록책으로 진군하여 왔다. 대행성에서 필사적으로 대적하여 싸웠으나 패하였던 고구려군은 이미 기세에서 밀려 대거 남하하던 이세적 등의 당나라 대군에게 쫓겨 압록강 남쪽으로 밀려나고 말았다. 이로써 아직 요동지역 서남부의 안시성 등 많은 성들이 여전히 저항하고 있었지만 고구려의 최종 방어선 압록강 전선은 완전히 무너졌다.
압록강 전선을 돌파한 이세적 등이 이끄는 당나라 대군은 압록강 전선에서 계속 후퇴하던 고구려군을 추급하여 압록강 건너 2백여 리를 추격해 와서 고구려의 성을 함락시키고 동이족을 욕보였다는 의미로 이름을 욕이성(辱夷城)이라고 개칭하였다. (정확한 위치는 알 수 없으나 압록강에서 남쪽으로 200리라는 기록으로 볼 때 지금의 청천강 중류의 평안남도 안주로 추정된다.)

### 신라군의 북진과 사천 전투
한편 당나라 고종은 고구려를 협공하기 위해 신라에게도 군사를 징발케 하여 남쪽으로부터 진군하게 하였다. 이에 신라 문무왕은 호응하고자 김흠순과 김인문을 장군으로 임명하여 군사를 출동시켰다.이 때 김유신은 병중이라 출진하지 못 하였다. 668년 음력 6월, 고구려의 남부의 군사 요충지였던 대곡성·한성 등 2군 12성이 항복하였다. 특히 고구려 한성(현재 황해도 재령, 사리원으로 추정된다)은 국내성, 평양성과 더불어 고구려의 3성이라고 불리던 고구려 남부의 정치,경제,군사,인구의 중심지였다.
8월 12일(음력 6월 29일), 신라군은 이제 고구려 수도 평양을 향하여 북진을 시작하였고 이미 곳곳에서 고구려군이 항복하여 특별한 저항 없이 평양성 부근까지 북진하였다. 7월 신라군은 평양 부근 사천벌에 도달하였고 그제서야 고구려군이 반격을 시작한다. 크게 격전이 벌어졌으나 고구려군이 크게 패하였다. 계속 북진하던 신라군은 마침내 668년 10월 31일(음력 9월 21일), 평양에 주둔하고 있는 당나라 군대와 합류하여 평양성을 포위하였다.

### 평양성 함락
오랜 전쟁으로 국토 전역이 시달린 고구려는 이미 북쪽과 남쪽 곳곳의 여러 성에서 도망하고 항복하는 자가 부지기수였다. 계필하력이 먼저 군사를 이끌고 평양성 밖에 도착하고, 이세적의 휘하의 당의 대군이 도착했으며 이 때 연남생이 이끄는 당에 투항한 고구려군도 포함되어 있었다. 곧이어 신라군도 합류하여 당나라,신라의 연합군은 한 달이 넘도록 평양을 포위하였다.마침내 보장왕은 연남산으로 하여금 수령 98명을 거느리고 성 밖으로 나가 백기를 들고 이 적에게 항복하게 하였다. 이세적은 예를 갖추어 접대하였다.
하지만 항복하려는 보장왕과 달리 대막리지 연남건은 끝까지 항복하지 않으며 성문을 닫고 수비하며 대항하였다. 연남건은 자주 군사를 성 밖으로 출동시켜 싸웠으나 그때마다 패배하였다. 연남건은 승려 신성(信誠)에게 군사에 관한 일을 맡겼다. 신성은 소장 오사·고요묘 등과 함께 이세적에게 비밀리에 사람을 보내 내응하겠다는 뜻을 전했다. 5일 뒤에 신성이 성문을 열었다. 이세적은 군사를 풀어 성위에 올라가 북을 치고 함성을 지르며 불을 지르게 하였다. 당나라군과 연남생의 투항한 고구려군, 그리고 신라군이 성 안으로 쇄도하여 대격전이 벌어졌다. 연남생을 따라 당에 항복한 고구려군 중에 용맹이 뛰어난 고현도 선봉에 서서 평양성에 난입하였으며 난전 중에 평양성 군주 술탈은 신라군과의 교전 중에 전사하였다. 한편 대막리지 연남건은 스스로 칼을 들어 자신을 찔렀으나 죽지 않았다. 마침내 당나라 군사가 보장왕과 연남건 등을 붙잡았다. 수뇌부가 항복했음에도 불구하고 남아있던 고구려 병사들은 여전히 당나라에 대항하여 싸웠지만, 결국 고구려는 멸망하고 말았다.
668년 12월, 포로가 되어 당에 끌려간 보장왕은 사평태상백원외동정, 연남산은 사재 소경, 당군과 내통하여 평양성문을 열었던 승려 신성(信誠)은 은청 광록대부, 연남생은 우위 대장군, 연남생을 따라 당에 투항하여 평양성 공격에 선봉에 섰던 고현은 의성부 좌과의도위 총관이 되었다. 그리고 마지막까지 저항했던 대막리지 연남건은 검주로 유배시켰다. 고구려 지역의 5부, 1백76성, 69만여 호를 나누어 9도독부, 42주, 1백 현으로 만들고, 평양에 안동 도호부를 설치하여 고구려를 통치하게 하였다. 우위위 대장군 설인귀를 검교안동도호를 삼아, 군사 2만 명을 거느리고 이 지역을 진무하게 되었다.
비록 수도 평양이 함락되며 보장왕이 항복하고 고구려는 멸망했지만 아직 안시성을 비롯한 요동지역의 많은 성을 비롯하여 여러 곳에서 당에 항복하지 않고 아직 항전하고 있었고, 특히 고연무, 검모잠, 고정문 등의 각지의 고구려 지도자들은 구국 운동을 벌이며 치열한 대당 항쟁을 하게 된다.